# تاکوجی یونموتو
تاکوجی یونموتو (به انگلیسی: Takuji Yonemoto) بازیکن فوتبال اهل ژاپن و عضو تیم ملی فوتبال ژاپن است که در تاریخ ۰۶ ژانویه ۲۰۱۰ میلادی اولین بازی ملی‌اش را انجام داد. او در ۱ بازی ملی حضور داشت و آخرین بازی ملی خود را در تاریخ ۶ ژانویه ۲۰۱۰ میلادی انجام داد. تاکوجی یونموتو در بازی‌های ملی‌اش
گلی به ثمر نرساند.